# Chibuto
Chibuto je grad je na jugu Mozambika, u unutrašnjosti pokrajine Gaza. Nalazi se nekih 200 km sjeverno od glavnog grada, Maputoa i 50 km od Indijskog oceana.
Grad je poznat po rudnicima i postrojenjima za proizvodnju troske, sirovog željeza visoke čistoće te minerala rutila i cirkona.
Chibuto je 2007. imao 63.184 stanovnika. U području je značajan broj nositelja virusa HIV-a (medicinski izvori govore o 27% trudnica zaraženih virusom).